# Xenia Tchoumitcheva

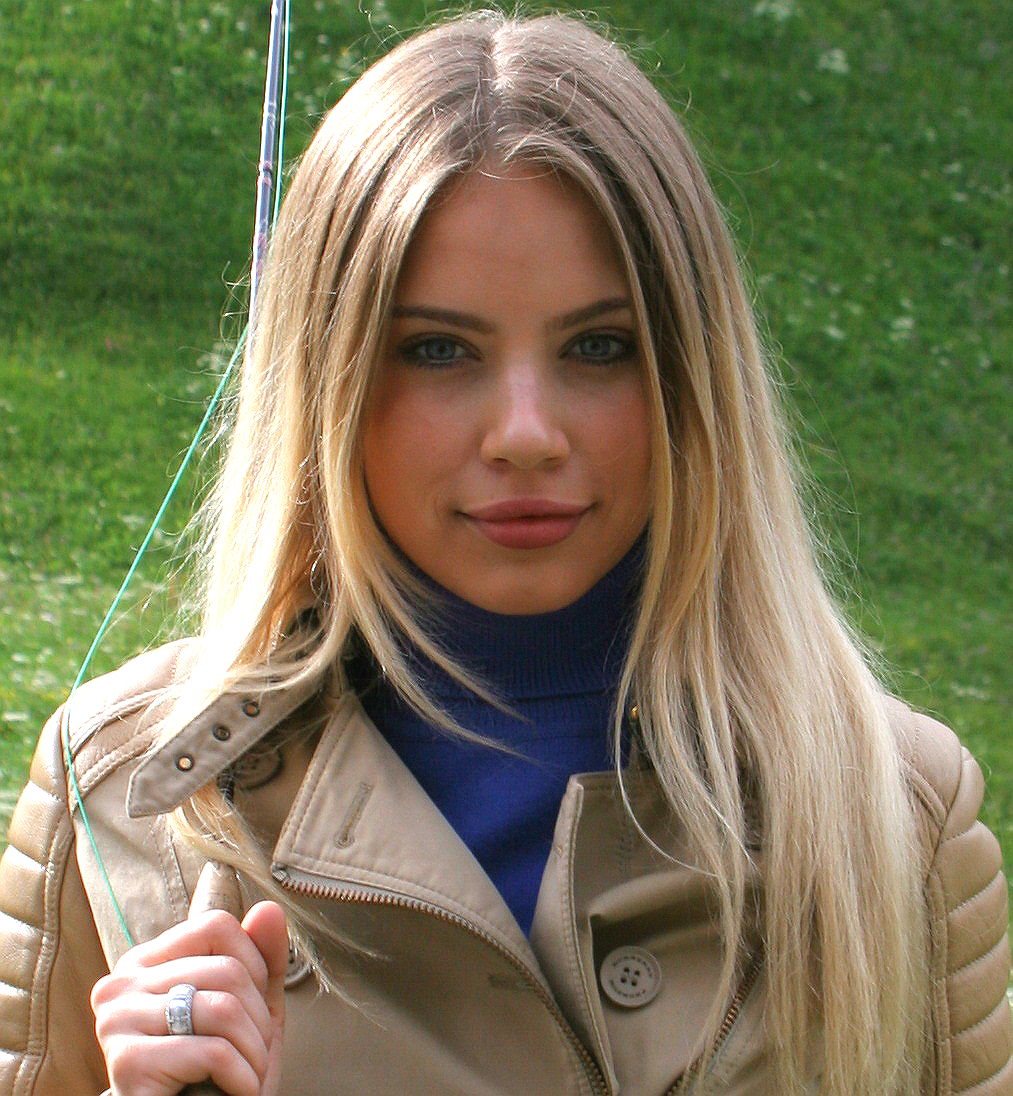
Tchoumitcheva 2011

Xenia Tchoumitcheva (russisch Ксения Чумичева / Xenija Tschumitschewa; * 5. August 1987 in Magnitogorsk, Russische SFSR, Sowjetunion) ist ein schweizerisches Fotomodell und Unternehmerin. Sie nennt sich inzwischen Xenia Tchoumi.

## Leben
Tchoumitcheva wurde in der Sowjetunion geboren und wanderte mit ihren Eltern im Alter von sechs Jahren in die Schweiz aus, wo sie in Lugano aufwuchs. Im Alter von zwölf Jahren kam sie zu gelegentlichen Jobs als Model. Bei den Wahlen zur Miss Schweiz im Jahr 2006 erreichte sie (hinter der Gewinnerin Christa Rigozzi) den zweiten Platz. Tchoumitcheva führte in den folgenden Jahren ihre Karriere als Model fort und gilt als die bis heute erfolgreichste „Vize-Miss“ der Schweiz. Unter anderem arbeitete sie für Visilab, Burger King und für das Casino Lugano. Sie ist bei der Agentur Elite Model Management unter Vertrag. Nach einem Studium der Betriebswirtschaftslehre absolvierte sie im Jahr 2011 ein Praktikum in London bei J. P. Morgan. Im selben Jahr moderierte sie die Wahlen zur Miss Schweiz.
Der Schweizer Rapper Gimma widmete ihr auf seinem Album Unmensch das Stück Vize Ex-Miss Schweiz. Tchoumitcheva ist Kolumnistin des Autorenmagazins Schweizer Monat. Ihr Privatleben und ihre beruflichen Aktivitäten waren in den letzten Jahren regelmässiger Gegenstand der Berichterstattung vor allem der Schweizer Boulevardpresse.
Mit 2,2 Millionen Follower auf Instagram und 6 Millionen auf Facebook (Stand: Oktober 22) kann sich Xenia Tchoumitcheva zur Gruppe der Influencer zählen, die mit ihren Beiträgen auf Facebook, Instagram etc. ihren Lebensunterhalt verdienen.
Die NZZ nennt Tchoumitcheva eine «Profi-Influencerin». Im Gespräch mit der Zeitung sagte sie: «Mein Kapital ist meine Marke.»
2020 brachte Tchoumitcheva ihr erstes Buch heraus, Empower Yourself. How to Make Lemonade when Life Gives You Lemons. NZZ-Feuilletonchef René Scheu lobte es in seiner Besprechung und nannte Tchoumitcheva darin «libertär».
Tchoumitcheva definiert sich im Buch als Feministin. Im Gespräch mit Blick äusserte sie hierzu folgende Sätze: «Aufgeklärte Menschen sind Feministen. Jeder Humanismus ist ein Feminismus. Und jeder Humanismus ist feministisch.»